# Сюрбей-Токаєвське сільське поселення
Сюрбе́й-Тока́євське сільське поселення (рос. Сюрбей-Токаевское сельское поселение) — муніципальне утворення у складі Комсомольського району Чувашії, Росія. Адміністративний центр — присілок Сюрбей-Токаєво.
Станом на 2002 рік присілок Тябердіно-Еткерово перебував у складі Комсомольської сільської ради.

## Населення
Населення — 823 особи (2019, 971 у 2010, 1024 у 2002).

## Склад
До складу поселення входять такі населені пункти:
| Населений пункт              | Населення, осіб (2002) | Населення, осіб (2010) |
| ---------------------------- | ---------------------- | ---------------------- |
| Корезіно, село               | 131                    | 132                    |
| Напольне Сюрбеєво, присілок  | 157                    | 157                    |
| Підлісні Чурачики, присілок  | 460                    | 465                    |
| Сюрбей-Токаєво, присілок     | 137                    | 120                    |
| Тябердіно-Еткерово, присілок | 139                    | 97                     |